# 八村義郎
八村 義郎（はちむら よしろう、1934年〈昭和9年〉12月19日 - 2008年〈平成20年〉7月24日）は、日本の実業家。小野田セメント（現：太平洋セメント）元取締役。内山アドバンス元専務。秩父小野田元顧問。
父は鳥取銀行元頭取の八村信三。弟に鳥取銀行元頭取の八村輝夫と立命館大学情報理工学部名誉教授の八村広三郎がいる。義弟は第28代自由民主党総裁・第102代内閣総理大臣の石破茂。

## 経歴
鳥取県出身。鳥取銀行元頭取の八村信三・緑夫妻の長男として生まれる。鳥取県立鳥取東高等学校を経て、1957年（昭和32年）京都大学法学部を卒業し、小野田セメント（現：太平洋セメント）に入社。1989年（平成元年）取締役に就任。1991年（平成3年）2月総務部長を委嘱。
1992年（平成4年）7月日本石膏ボード社長に就任。1994年（平成6年）6月内山アドバンス専務に就任。

## 人物
趣味はゴルフ、囲碁。住所は東京都狛江市東野川1丁目。

## 家族・親族

### 八村家
- 父・信三[3]（1908年（明治41年）12月29日生）
東京帝国大学経済学部卒[3]。鳥取銀行元頭取[3]。鳥取ガス元監査役。鳥取商工会議所元会頭[4]。住所は鳥取市大榎町[3]。
- 母・緑[4]（1910年生、鳥取市元魚町1丁目、八村八太郎の養女[6]）
- 継母・純子（1921年（大正10年）5月14日生）
鳥取高等女学校（現：鳥取県立鳥取西高等学校）卒。父は鳥取貯蓄銀行（現：鳥取銀行）元取締役の西尾善孝。
- 長弟・輝夫（1937年（昭和12年）10月8日生）  
東京大学法学部卒。鳥取銀行元頭取。鳥取商工会議所元会頭。鳥取環境大学元理事長。
- 末弟・広三郎（1948年（昭和23年）6月29日生）
京都大学大学院工学研究科修了。立命館大学情報理工学部名誉教授[2]。滋賀県地域情報化推進会議顧問[2]。
- 妻・悠紀子（1940年（昭和15年）5月26日生）  
東京女子大学文学部卒[4][7]。元国語教師[7]。父は建設事務次官、鳥取県知事、参議院議員、自治大臣などを歴任した石破二朗[4]。
- 長男・哲郎（1964年（昭和39年）8月25日生）  
早稲田大学文学部卒[4]。東ソー元執行役員[4][8]。プラス・テク社長[8]。
- 次男・信二（1967年（昭和42年）1月6日生）
日本大学商学部卒[4]。横浜銀行元磯子支店長[4][9]。
- 三男・研三（1974年（昭和49年）10月6日生）[4]

### 親戚
- 義弟・石破茂[1]（1957年（昭和32年）2月4日生） 
慶應義塾大学法学部法律学科卒。第28代自由民主党総裁・第102代内閣総理大臣。